# Stazione di Alexandra Palace (1873)
Alexandra Palace era una stazione della London and North Eastern Railway (LNER), situata presso il palazzo omonimo, situato nel sobborgo di Muswell Hill nella zona settentrionale di Londra. Si trovava accanto al lato nord nel palazzo ed era il capolinea di una breve diramazione che partiva dalla stazione di Highgate. Fu aperta nel 1873 e chiusa nel 1954. I binari e la banchina a isola sono stati completamente rimossi, ma l'edificio originale esiste ancora ed è adibito a community centre.

## Storia
La stazione fu costruita dalla Muswell Hill Railway (MHR) e aprì il 24 maggio 1873, lo stesso giorno dell'inaugurazione del palazzo. Tuttavia, quando il palazzo fu danneggiato da un incendio due settimane dopo l'apertura, i servizi si ridussero notevolmemnte e la stazione venne chiusa il 1º agosto 1873 mentre il palazzo veniva ricostruito. La stazione riaprì il 1º maggio 1875, ma vi furono diversi periodi di chiusura temporanea dovuti alla domanda insufficiente, dall'agosto 1882 al marzo 1885 e nuovamente dal settembre 1885 fino al maggio 1889.
Quando riaprì nel marzo 1891, al termine di un altro periodo di chiusura, fu rinominata Alexandra Park, nella speranza che il riferimento alla più vasta area circostante anziché al solo palazzo avrebbe attirato un maggior numero di passeggeri. Ciò non si verificò e la stazione riprese il nome originale nel 1898.

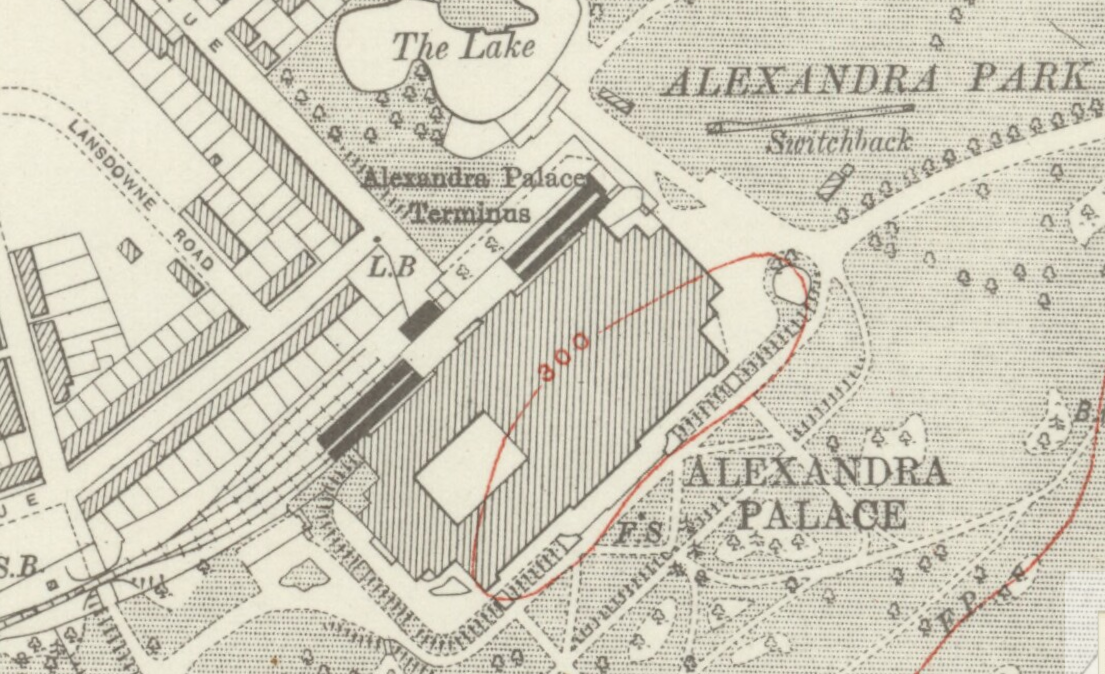
La stazione di Alexandra Palace su una mappa del 1920

Nel 1911 la linea fu rilevata dalla Great Northern Railway (GNR). Dopo la legge del 1921 sul raggruppamento delle compagnie ferroviarie britanniche, che creò le cosiddette "grandi quattro", dal 1923 la linea divenne parte della London & North Eastern Railway (LNER).
Nel 1935 la London Underground aveva progettato di rilevare il gruppo di linee ferroviarie della LNER nel nord di Londra, inclusa la diramazione da Highgate ad Alexandra Palace, come parte del progetto Northern Heights plan nell'ambito del piano di modernizzazione, miglioramento ed espansione della rete metropolitana noto come New Works Programme. Le linee sarebbero state elettrificate e amalgamate con la linea Northern. 
I lavori iniziarono nei tardi anni trenta, ed erano già abbastanza avanzati quando furono bloccati dallo scoppio della guerra. I lavori furono completati solo sulla tratta Highgate-High Barnet e Highgate-Mill Hill East, che vennero incorporate nella linea Northern. La ristrutturazione del tratto da Highgate ad Alexandra Palace fu rinviata e la linea continuò a essere servita dalla LNER con treni a vapore. Per via delle misure di risparmio dovute alla guerra, i servizi furono ridotti alle sole ore di punta, così che al termine del conflitto il ridotto numero di passeggeri condusse nel 1950 alla decisione di abbandonare il progetto sulle sezioni non completate. La British Railways, che aveva rilevato la LNER con la nazionalizzazione, chiuse temporaneamente la linea dal 29 ottobre 1951 al 7 gennaio 1952. Con il numero di passeggeri che continuava a calare, l'ultimo servizio da Finsbury Park ad Alexandra Palace fu operato il 3 luglio 1954. 

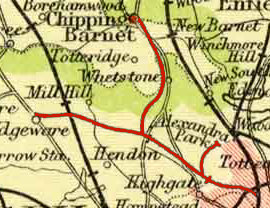
Linee della LNER, compresa la diramazione per Alexandra Palace, 1900

La linea continuò a essere utilizzata per il traffico merci per la stazione di Muswell Hill fino al 18 maggio 1957. I binari tra Highgate e Finsbury Park rimasero in uso fino ai primi anni settanta per trasferire convogli della Northern City Line dal deposito di Highgate a Finsbury Park. Poiché i binari non erano elettrificati, i vagoni venivano trainati per mezzo di locomotori a batteria. I binari furono in seguito rimossi e oggi il tratto fra Muswell Hill e Highgate è in buona parte stato trasformato in un sentiero ciclopedonale denominato Parkland Walk.